# هوادهی گسترده
هوادهی گسترده یکی از متدهای تصفیه فاضلاب بوده که در حقیقت یکی از اصلاحات فرایند لجن فعال می‌باشد.

## کاربرد
فرایند هوادهی گسترده یکی از پرکاربردترین و موثرترین اصلاحات لجن فعال است که زمان ماند طولانی و تثبیت نسبتاً کامل جامدات آلی از ویژگی‌های بارز این سیستم می‌باشد. این سیستم در ابتدا برای تصفیه جریان فاضلاب تولیدی جوامع کوچک مسکونی مورد استفاده قرار می‌گرفت.

## طراحی
مدت زمان هوادهی در این سیستم بین ۱۸ تا ۳۶ ساعت است و مقدار لجن حاصل از این فرایند، کم و از نظر کیفیت بیولوژیکی تثبیت شده تر نسبت به فرایندهای مشابه می‌باشد.